# Eishalle Rostock
Die Eishalle Rostock ist eine Eissporthalle in Rostock, die momentan Heimspielort des Rostocker EC ist. Sie ist zur Winterzeit regelmäßig für die Öffentlichkeit als Eislaufstätte geöffnet. Mit 2000 Plätzen ist die Eishalle Rostock das größte Eisstadion in Mecklenburg-Vorpommern. Sie befindet sich in unmittelbarer Nähe des Ostseestadions.

## Geschichte
Der Vorgänger der Halle war eine 1958 erbaute nicht überdachte Eisschnelllauf-Kurzbahn mit einer Länge von 133 Metern, die Kurzbahn Rostock. Hier fanden vor allem Jugendwettkämpfe wie die DDR-Meisterschaften 1967 statt.
1970/71 wurde an gleicher Stelle die Eishalle erbaut und im September 1971 eröffnet. Sie wurde Spielort der Eishockeymannschaft der BSG Chemie 70 Rostock. Von 1972 bis 1978 nahm sie hier an der DDR-Bestenermittlung Eishockey teil, der zweithöchsten Spielklasse.
Heute wird die 111 Meter lange Bahn der Halle auch für Shorttrack genutzt. Hier fanden die deutschen Meisterschaften 1996, 1999, 2001 und 2004 statt, sowie seit 2002 der internationale Hanse-Cup.
Anfang der 1960er Jahre wurde ein Plan für ein Eisstadion in Rostock veröffentlicht, dessen Dachhaut von einer vorgespannten Seilnetzkonstruktion an zwei 128 Meter langen, symmetrisch-hyperbolförmigen Fachwerkträgern gestützt werden sollte.

### Zukunft
Da die Eishalle veraltet und sanierungsbedürftig ist, soll in den kommenden Jahren im Nordwesten der Stadt neben der HanseMesse auf dem IGA-Park-Gelände eine neue Eishalle als Ersatz gebaut werden, die als Kombinationsbau zusammen mit einem Schwimmbad realisiert werden soll.
Nach den langfristigen Plänen der Stadt soll dieser Neubau 2026 oder 2027 für 50 Mio. Euro erbaut werden.